# Doktor Avalanche
Doktor Avalanche é uma caixa de ritmos (drum machine) utilizada pela banda inglesa Sisters of Mercy para executar a percussão. Foi uma das primeiras bandas a utilizar este recurso.
A primeira encarnação de Doktor Avalanche foi uma BOSS DR-55 ("Doctor Rhythm"), e mais tarde foi substituído por um Roland TR-606, logo seguido por um TR-808, e, brevemente, uma TR-909. No álbum, First and Last and Always, um Oberheim DMX suportaram a Doktor.
Com o aumento dos recursos financeiros provenientes da venda do álbum, Doktor foi atualizado para uma Yamaha RX5 e, posteriormente, reforçado pelos samplers AKAI S900 e S1000. Um AKAI S3200 foi utilizado como equipamento de estúdio. 
Pouco depois, o primeiro Doktor digital apareceu, agora, sob a forma de um conjunto de computadores portáteis Compaq, que teve de ser desmantelado quando se tornou impossível para mantê-los por falta de peças sobressalentes.